# Dino Benjamin
Dino Benjamin (Királyhelmec, 1996. június 24. –) magyar színész.

## Életpályája
1996-ban született a felvidéki Királyhelmecen, a helyi gimnáziumban érettségizett. 2015-2020 között a Színház- és Filmművészeti Egyetem színész szakos hallgatója, Hegedűs D. Géza és Forgács Péter osztályában. Egyetemi gyakorlatát a Vígszínházban töltötte, 2020-2025 között társulati tag.

## Fontosabb színházi szerepei
- Tasnádi István: Apa szeme fénye - Gold Digger ...Attila
- Jonas Petter Aronsen: Az ember, aki elvesztette az időt ...Isak, a kutatócsoport tagja
- Molnár Ferenc: Az üvegcipő....Írnok, egyben Fényképészsegéd
- Presser Gábor – Sztevanovity Dusán – Carlo Collodi: Pinokkió....Pinokkió
- Komán Attila: K utazásai....Szereplő
- Charlie Chaplin: A diktátor....Spook/Wagner/Parancsnok/Kibitzen
- Presser Gábor – Sztevanovity Dusán - Horváth Péter: A padlás....Lámpás
- Jacques Prévert – Kovács Adrián – Vecsei H. Miklós – ifj. Vidnyánszky Attila: Szerelmek városa (A darab zeneszerzője)
- Friedrich Dürrenmatt: Az öreg hölgy látogatása....Koby / Első újságíró / Riporter
- Dés László – Geszti Péter – Grecsó Krisztián: A Pál utcai fiúk....Nemecsek
- Molnár Ferenc: A doktor úr....Puzsér
- Gábor Andor – Bakonyi Károly – Szirmai Albert: Mágnás Miska....Gida
- Ifj. Vidnyánszky Attila – Vecsei H. Miklós – Kovács Adrián – F. Scott Fitzgerald: A nagy Gatsby....A szaxofonos
- Molière – Kleist – Darvasi – Dohy: Amphitryon....Sosias
- Bertolt Brecht: Baal....Háziszolga, Fiatalember a szerkesztőségben
- Molnár Ferenc: Liliom....A Hollunder fiú
- Mihail Afanaszjevics Bulgakov: Bíborsziget....Vologya, kellékes
- William Shakespeare: Rómeó és Júlia....Baltazár, Rómeó legénye
- Vecsei H. Miklós: Kinek az ég alatt már senkije sincsen...Fiatal Arany
- Pedro Calderón de la Barca: Az élet álom....Szereplő
- Tóth Krisztina: Pixel....Szereplő
- William Shakespeare: Ahogy tetszik....Szereplő

## Rendezései
- Schwajda György: Csoda (Vígszínház, 2024)
- Cseh Dávid: Szélvész után is szép vagy (Vígszínház, 2022)
- Joe Orton: Szajré (Ódry Színpad, 2020)

## Filmes és televíziós szerepei
- Napszállta (2018) - Andor[10]
- Űrpiknik (2021)
- Árni (2023) – Örmény férfi
- A mi kis falunk (2024) – Robika
- Hunyadi (2025) – Vladut

## Díjai és kitüntetései
- Máthé Erzsi Alapítványi díj (2020)[11]
- Hegedűs Gyula emlékgyűrű (2024)[12]